# Kenchō-ji

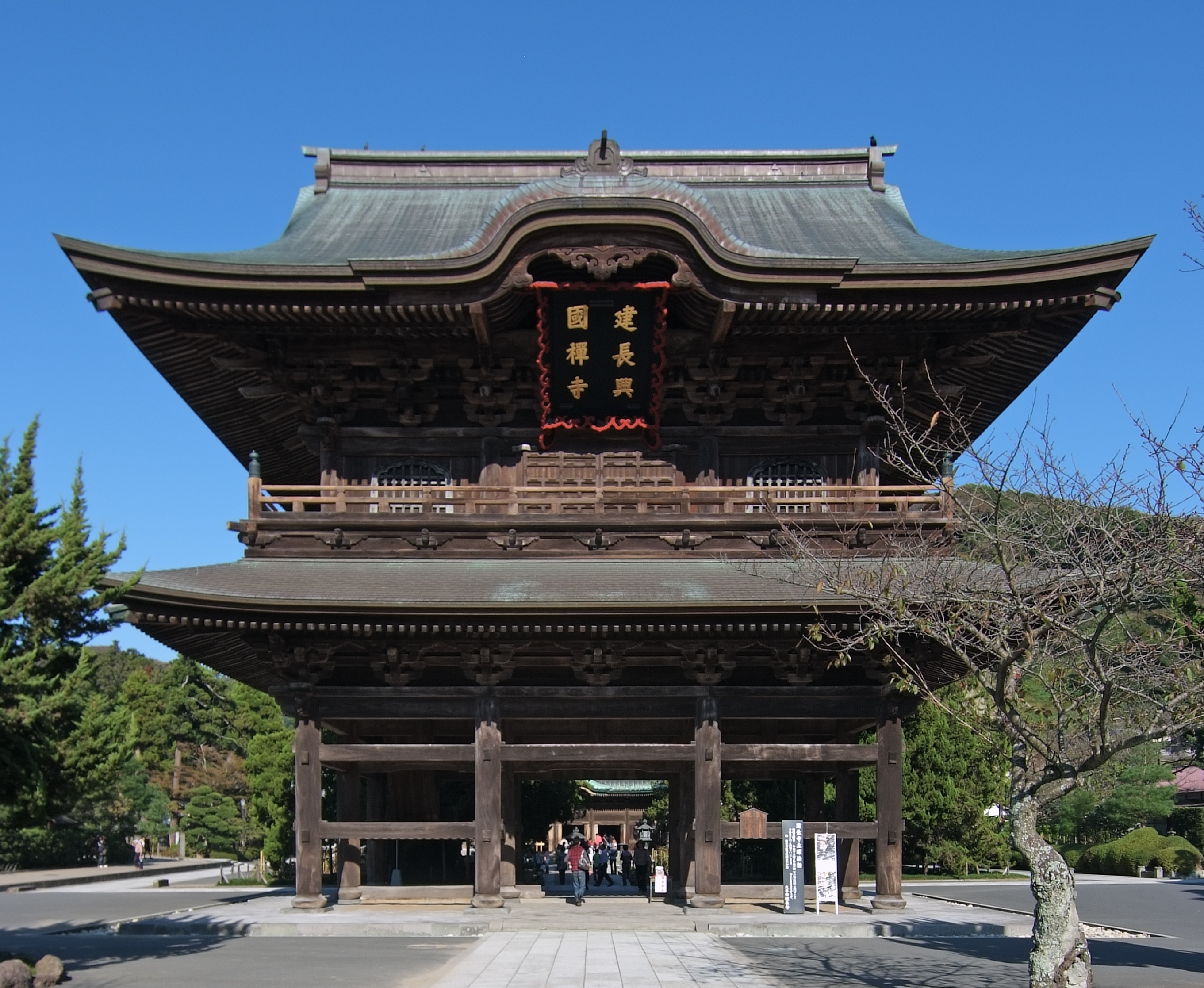
Kenchō-ji Sammon

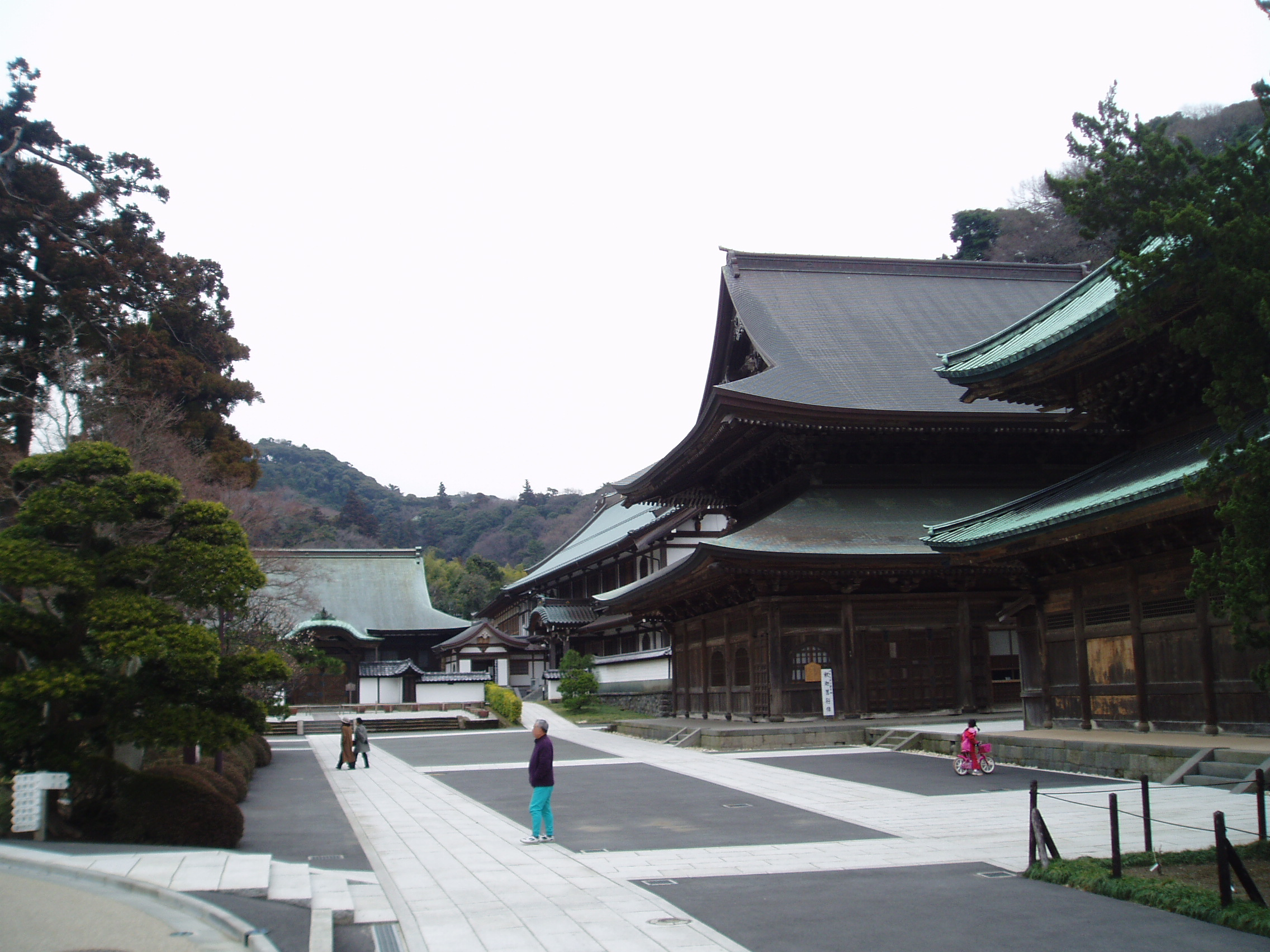
Rechts Butsuden und Hattō
Im Hintergrund die Abtei
hinter dem Karamon

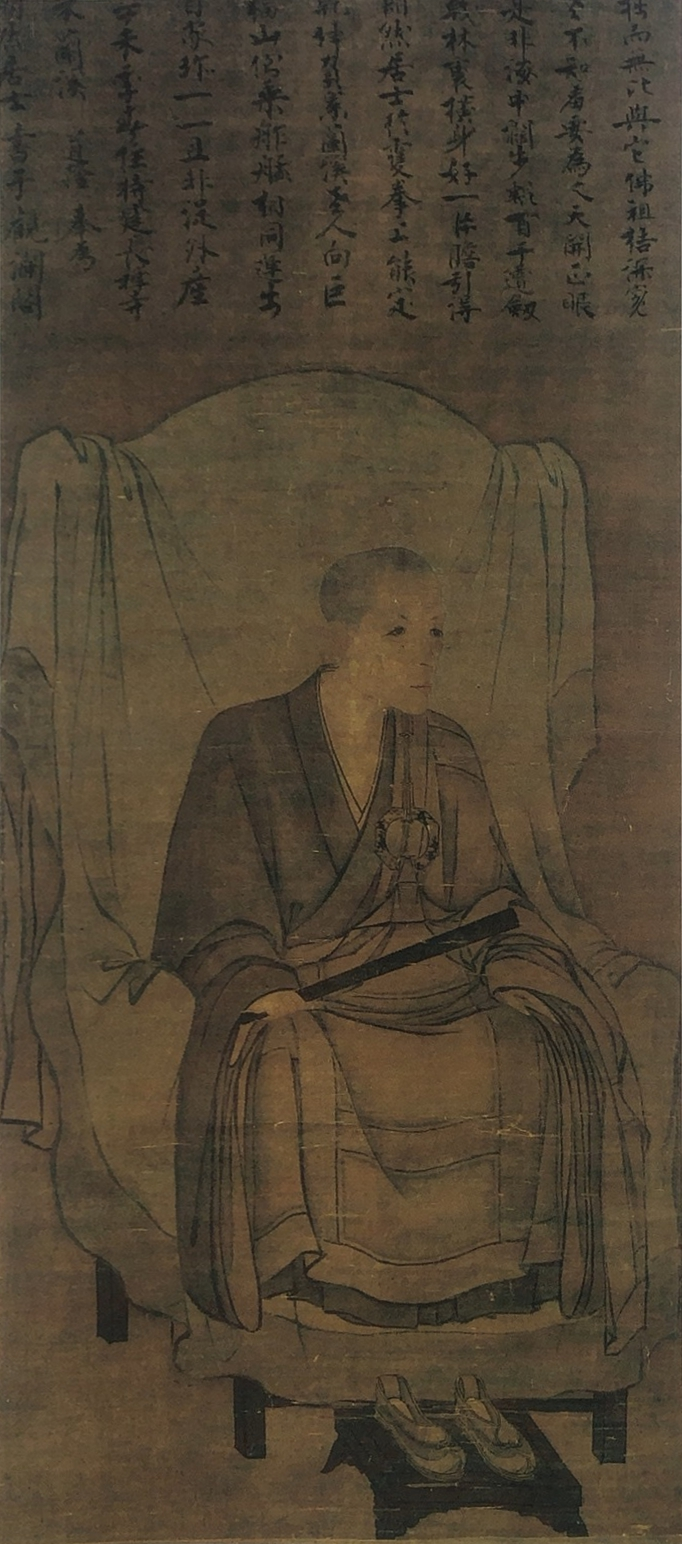
Gründer Rankei Dōryū

Der Kenchō-ji (japanisch 建長寺), ausführlich und mit vorgestelltem Bergnamen Kyofukusan Kenchō kōkoku zenji (巨福山 建長興国禅寺), ist ein buddhistischer Haupt-Tempel der Rinzai-Schule des japanischen Zen in Kamakura, Präfektur Kanagawa. Der Tempel hat ca. 500 Zweigtempel in ganz Japan.

## Geschichte
Der Kenchō-ji wurde im Jahr 1253 vom fünften Hōjō-Shikken, Hōjō Tokiyori, mit Unterstützung des Go-Fukakusa-tennō erbaut und wurde nach der gerade gültigen Regierungsdevise Kenchō benannt. Kamakura war zu dieser Zeit Regierungssitz des Kamakura-Shōgunats und damit de facto Hauptstadt Japans.
Auf Einladung von Tokiyori und vom Go-Saga-tennō kam der chinesische Chan-Mönch Lanxi Daolong (chinesisch 蘭溪道隆, Pinyin Lánxī Dàolóng, W.-G. Lan-hsi Tao-long; jap. 蘭渓道隆, Rankei Dōryū; 1213–1278) an den Tempel und übte dort bis zum Jahr 1259, als er an den Kennin-ji in Kyōto wechselte, das Amt des Vorstehers aus. Sein Nachfolger wurde Wuan Puning (兀菴普寧,  Wùān Pǔníng,  Wu-an P'u-ning; jap. Gottan Funei; 1197–1276). Dritter Vorsteher wurde wiederum Lanxi Daolong.
Der Kenchō-ji beherbergte während der ersten Zeit der Einführung des Zen in Japan die chinesischen Chan-Mönche Daxiu Zhengnian (大休正念,  Dàxiū Zhèngniàn,  Ta-hsiu Cheng-nien; jap. Daikyū Shōnen; 1214–1289), Wuxue Zuyuan (無學祖元,  Wúxué Zǔyuán,  Wu-hsüeh Tsu-yüan; jap. Mugaku Sogen; 1226–1286), Qingzhuo Zhengcheng (淸拙正澄,  Qīngzhuó Zhèngchéng,  Ch'ing-cho Cheng-ch'eng; jap. Seisetsu Shōchō; 1274–1339).
Seit der Kamakura-Zeit war der Kenchō-ji der erste der Gozan-Tempel in Kamakura und gehörte damit zu den einflussreichsten Tempeln in ganz Japan, obwohl er mehrmals durch Brände u. a. in den Jahren 1315 und 1414 sowie durch das schwere Erdbeben im Jahr 1923 beschädigt wurde.
Ab 1905 wurde der Tempel vom Abt Sugawara Tokiyasu, zugleich Oberster der Kenchō-ji-Zweiges der Rinzai geleitet.

## Die Anlage
(⦿ = Nationalschatz, ◎ = Wichtiges Kulturgut Japans)
Der Kenchō-ji wurde in eine Bergnische hinein gebaut und verläuft vom Eingang ausgesehen in Nordost-Richtung. Der Tempel ist eine typische Anlage des Zen und umfasst in zentraler Anordnung die folgenden Gebäude:
1. Außentor (総門, sōmon), hier auch "Großes-Glück-Tor" (巨福門), genannt. Es stand ursprünglich im Hanshū-Zammai-Tempel (槃舟三味院, Hanshū-zammai-in) in Kyoto.
2. Das ◎ Haupttor (山門, sammon) wurde 1754 von Bansetsu, dem damaligen Abt, errichtet. Im Obergeschoss ist ein Amida Buddha aufgestellt, der von den 500 Rakan umgeben ist.
3. Im Glockenturm (鐘楼, shōrō) hängt eine ⦿ Glocke (梵鐘, banshō), die 1255 gegossen wurde und eine Inschrift des Tempelgründers enthält. Sie wiegt 2,7 Tonnen.
4. Zwischen dem Sammon und der Buddhahalle wird der Weg gesäumt von sieben großen Bäumen Chinesischer Wacholder. Diese sind in der Zeit der Tempelgründung gepflanzt worden und sind nun bis zu 7 m hoch und als Besonderes Geschichtserbe (名勝史跡, meishō shiseki) ausgezeichnet worden.
5. Die ◎ Buddhahalle (仏殿, butsuden) wurde im Jahr 1647 vom Zōjō-ji (増上寺), einem einflussreichen Tempel des Amida-Buddhismus in Tokio hierher überführt, wo sie ein Teil der Begräbnisstätten der Frau des Shoguns Tokugawa Hidetada war. Hauptkultfigur ist Jizō, der Beschützer der Armen und der Kinder. Zusammen mit dem Podest ist die Skulptur 495,5 cm hoch. Sie dürfte nach dem Großbrand von 1414 entstanden sein, als die originale Skulptur ersetzt werden musste. Weiter sind Garanjin (伽藍神), Beschützer von Tempelanlagen, zu sehen.
6. Die ◎ Lehrhalle (法堂, hattō), stammt aus dem Jahre 1814. Ursprünglich ohne Kultfigur, wird jetzt einen Kannon verehrt. Die Halle ist das größte hölzerne Gebäude in Ostjapan.
7. Vor dem Abtsquartier(方丈) steht das ◎ Karamon (唐門), also ein Tor im sog. Chinesischen Stil, das wie die Buddhahalle aus dem Tempelgelände des Zōjō-ji stammt. Das Karamon wird auch "Tor für den Kaiserlichen Boten" (勅使門, chokushimon) genannt.
8. Das Abtsgebäude (方丈) wird auch „Palast des Drachenkönigs“ (龍王殿, Ryūōden) genannt.
9. Hinter dem Abtsgebäude blickt man auf den von Rankei gestaltete Garten, der als Besonderes Geschichtserbe ausgezeichnet ist. Er umschließt einen Teich in Form des Schriftzeichens für Herz (心字池, shinji-ike). Der Teich wird auch Sanpekichi (蘸碧池) genannt.
10. Am Rande des Tempelgeländes oben am Berg befindet sich der kleine Schrein Hansobo (半僧坊). Er wurde 1890 auf Wunsch des Abtes Ozora Kandō vom Hōkō-ji in der Präfektur Shizuoka hierher gebracht. Dort wird als Beschützer des Tempels Hansobo Gongen verehrt.
11. Die Klostergebäude, die sich auf der Südostseite hinter einem Tor, dem Shūsanmon (嵩山門) befinden, können nicht besichtigt werden. Dort befindet sich das Sairai-an (西来庵) und die Halle des Gründers, Kaizandō (開山堂).

## Aus der Sammlung
- ⦿ Bildrolle des Tempelgründers Rankei Dōryū
- ◎ Skulptur des Hōjō Tokiyori (1227–1263)

## Bilder

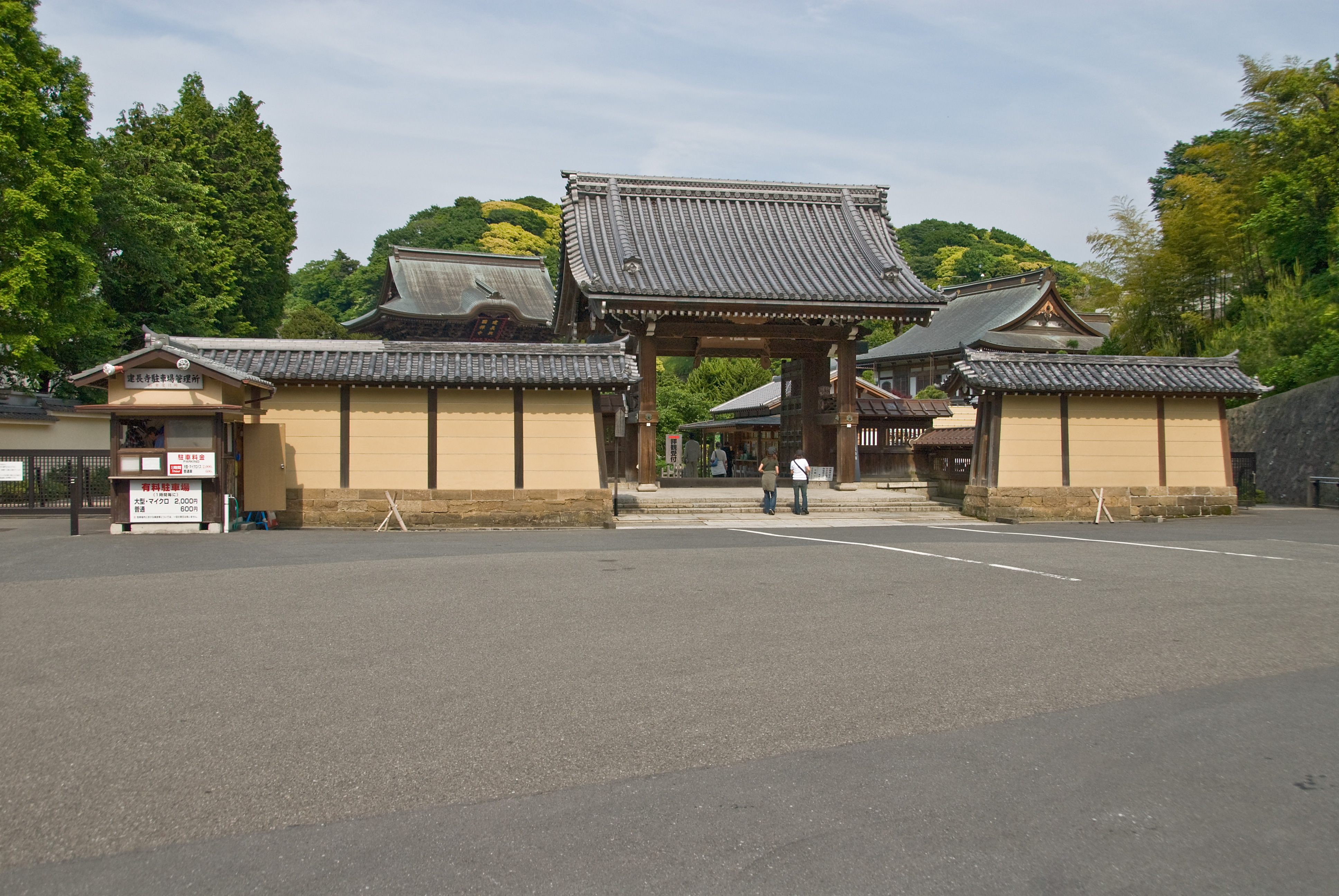
Somon / Kyofukumon
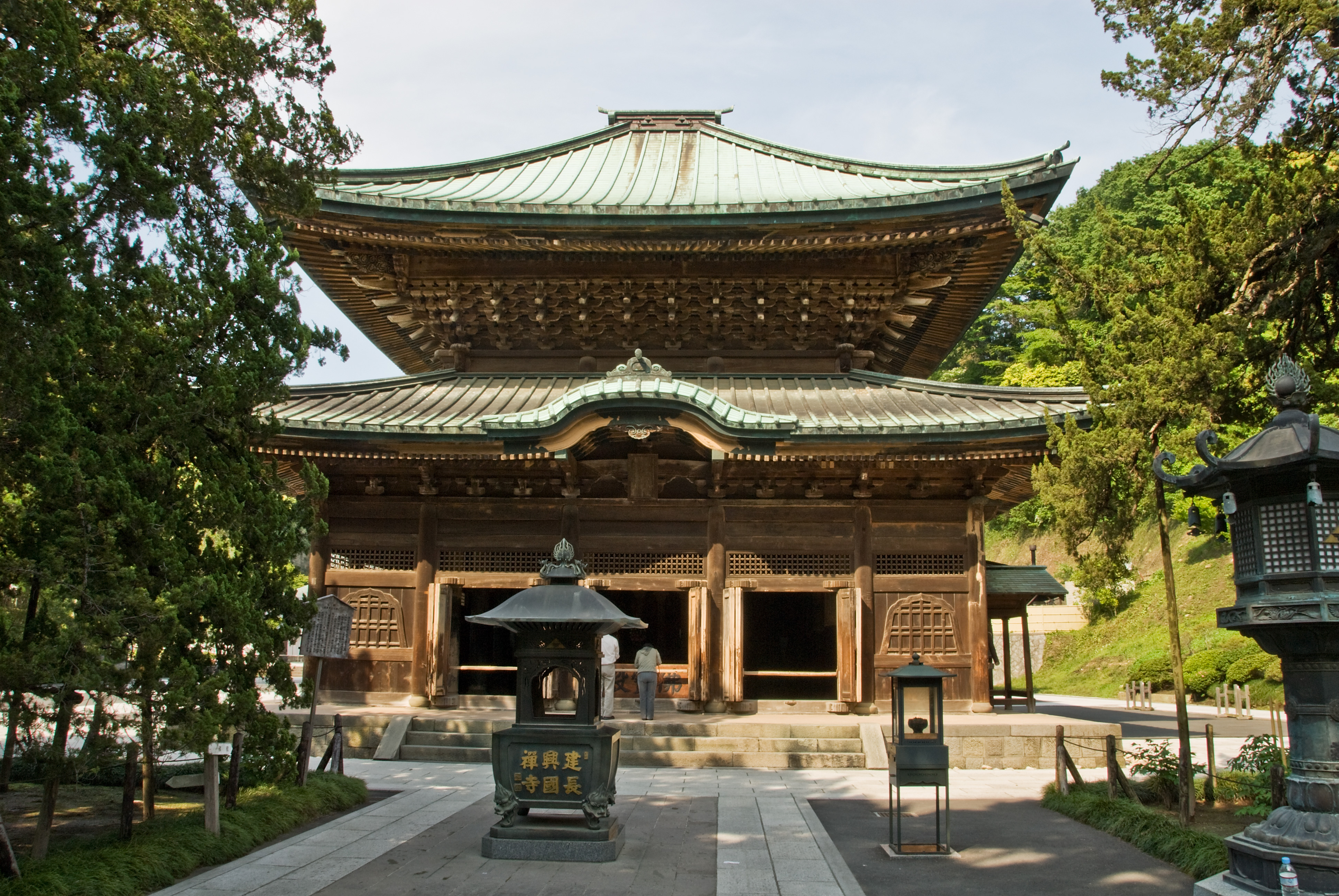
Butsuden
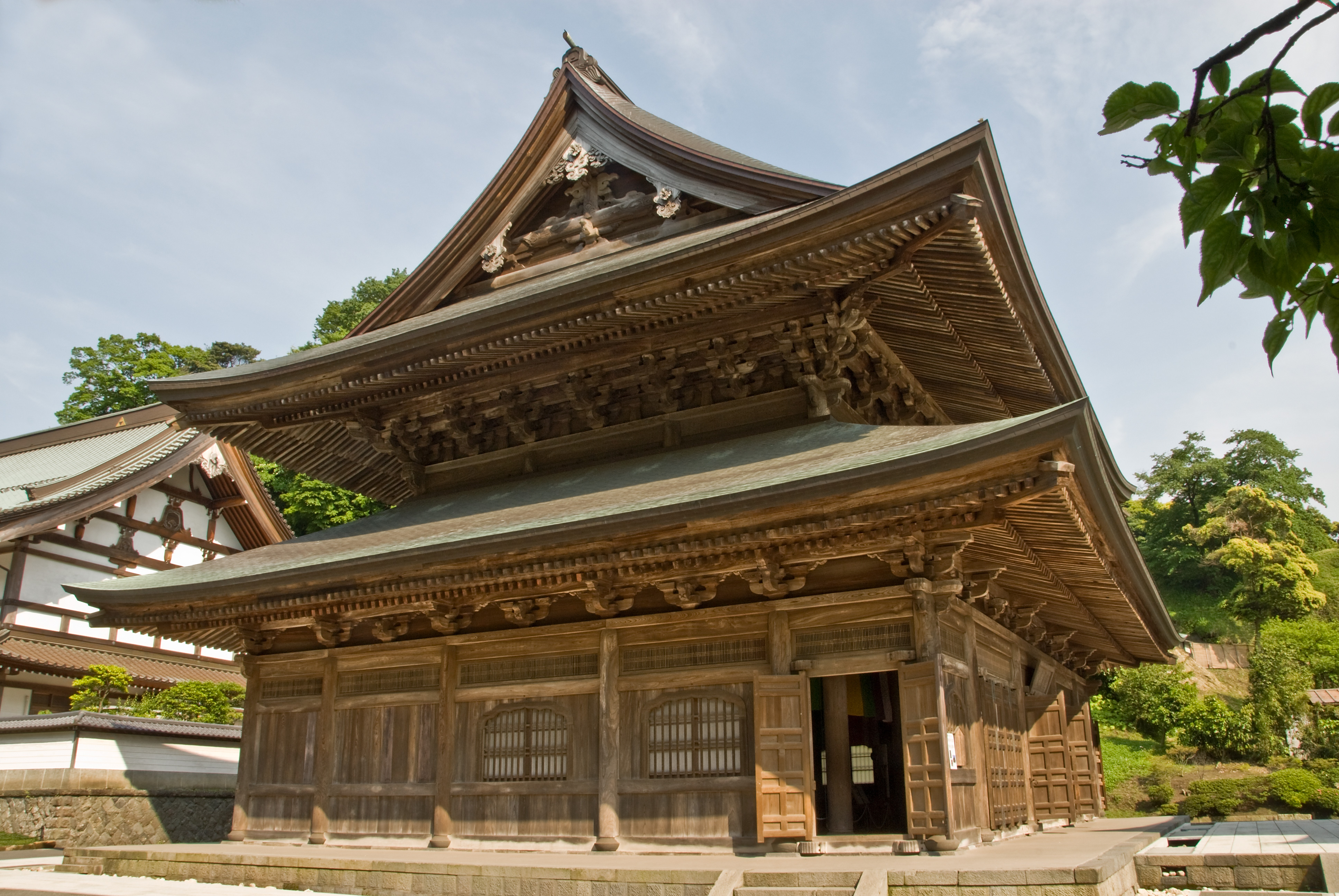
Hattō
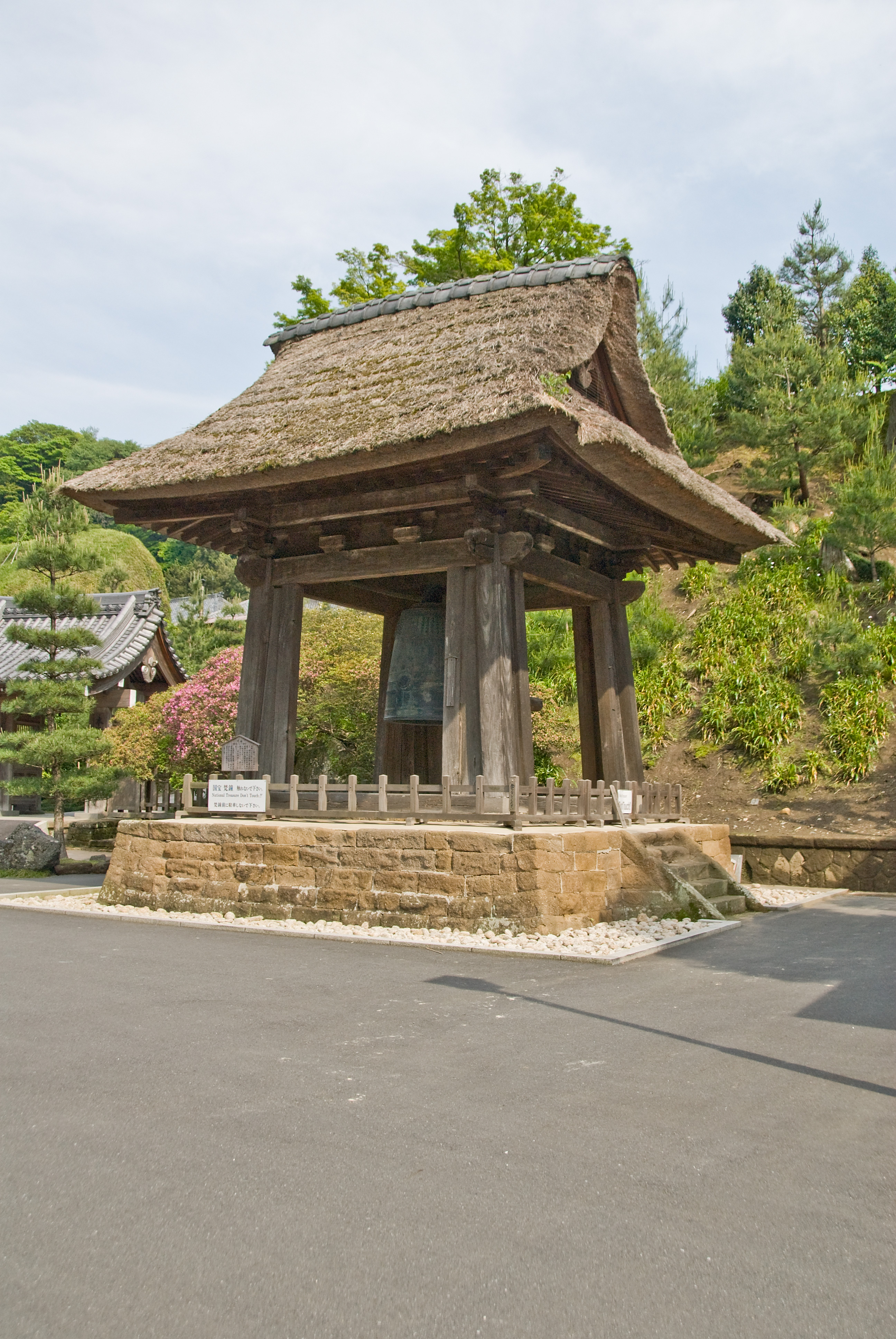
Shōrō
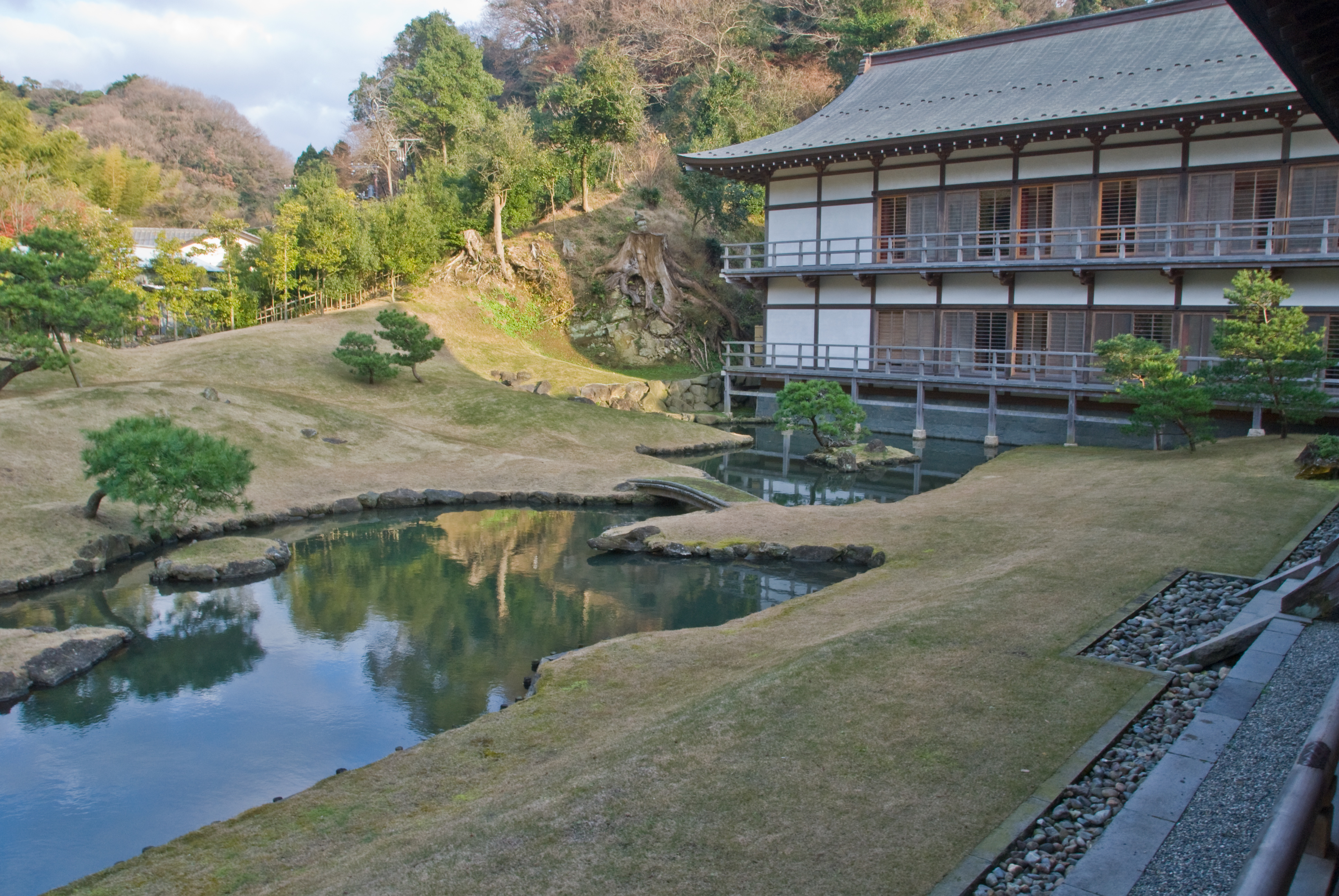
Teich Sanpekichi
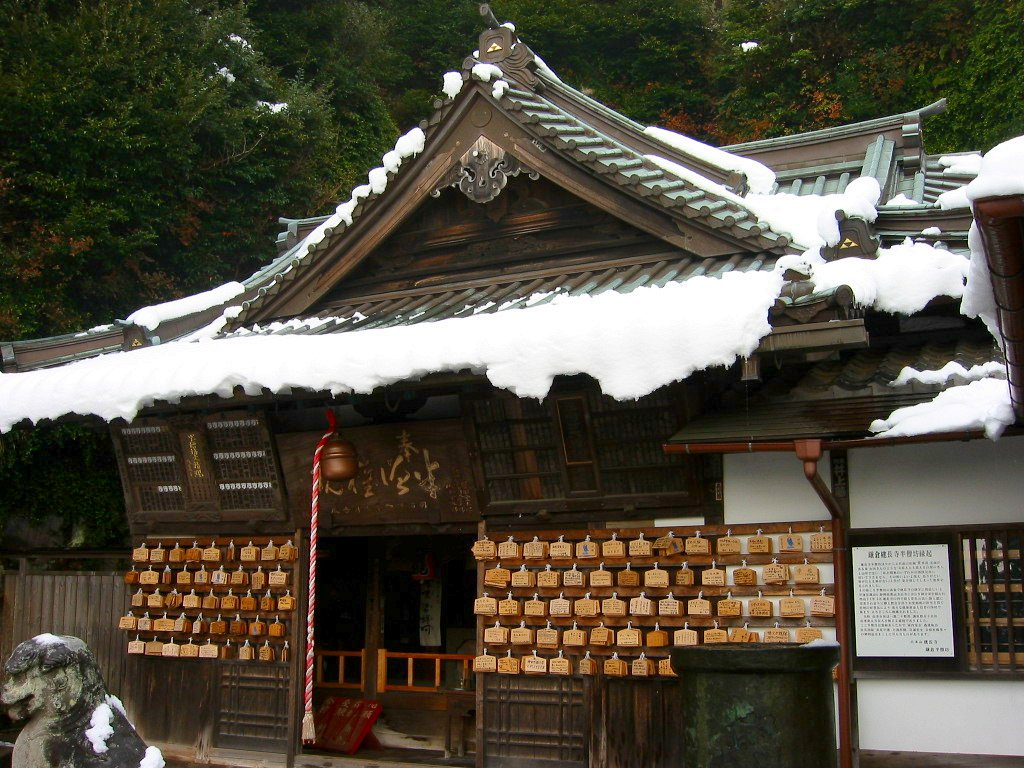
Hansobo Schrein